# سیکلید باله‌پری
سیکلید باله‌پَری (Cyathopharynx furcifer) گونه‌ای از سیکلیدها و بومی دریاچه تانگانیکا است که در شیب‌های سنگی یافت می‌شود و از پلانکتون تغذیه می‌کند. طول این ماهی می‌تواند به ۲۱ سانتیمتر (۸٫۳ اینچ) TL برسد. سیکلید باله‌پَری درتجارت آکواریوم گونه شناخته شده‌ای است. سیکلید باله‌پَری در حال حاضر تنها گونه‌ای است که توسط پایگاه داده ماهی در این سرده شناخته شده‌است، اما ژنتیک و ریخت‌شناسی آن نشان می‌دهد که دو گونه معتبر وجود دارد. دومی اغلب در تجارت آکواریوم C. foae نامیده می‌شود، اما این موضوع نیاز به بررسی بیشتر نوع گونه دارد.